# Vasile Hossu (görögkatolikus püspök, 1866–1916)
Vasile Hossu, magyaros írásmóddal Hosszú Vazul (Marosvásárhely, 1866. augusztus 16. – Budapest, 1916. január 13.) lugosi, majd kolozsvár-szamosújvári görögkatolikus püspök.

## Élete
A gimnáziumot Szászvárosban és szülővárosában végezte. Ioan Vancea gyulafehérvári és fogarasi érsek és metropolita már hetedikes korában Rómába, a Szent Atanáz kollégiumba küldte, ahol 1884. augusztus 6-án filozófiából doktorált. Miután megszerezte a filozófia doktori fokozatát, súlyosan megbetegedett és 1887. augusztus végén hazatért Rómából. Betegsége alatt édesanyja gondoskodott róla. A kollégium vezetősége, figyelembe véve a korábbi vizsgáit és kitűnő teológiai osztályzatait, egyhangúlag azt javasolta XIII. Leó pápának, hogy mentesítse a többi vizsga alól, így 1887. november 30-án teológiai doktorrá avatták. 
1888. augusztus 27-én Balázsfalván pappá szentelték, és előbb a balázsfalvai papnevelő-intézet tanára, majd a balázsfalvai főgimnázium igazgatója lett. Ekkor írta meg a középiskolákban később általánosan elterjedt pszichológiai és logikai tankönyvét. Jelentős tevékenységet fejtett ki a magyar nyelv terjesztése körül is. 1890-ben másokkal együtt Unirea címen megindította az érsekség első politikai lapját, melynek 1890 és 1891 között szerkesztője volt, de haláláig a lap munkatársa maradt. 1898. október 9-én kancellár-kanonok lett, így tagja lett a balázsfalvai káptalannak. 1900-ban az érseki zsinaton a káptalan képviselője és a zsinat első titkára volt. 
1903. május 16-án Ferenc József kinevezte lugosi püspökké, július 7-én kinevezését XIII. Leó pápa megerősítette. Szeptember 21-én Victor Mihaly de Apșa gyulafehérvári és fogarasi érsek püspökké szentelte, Hossut szeptember 27-én iktatták be. Hivatalánál fogva 1903-ban a főrendiház tagja lett, ahol a közjogi és törvénykezési, valamint a felirati bizottság tagja volt. 
1911. november 15-én a király kolozsvár-szamosújvári püspökké nevezte ki, ezt X. Piusz pápa december 16-án erősítette meg. 1912. július 11-én iktatták be hivatalába. A közoktatás terén végzett munkája mellett a vármegyei közéletben is jelentős szerepet játszott. Több lelkigyakorlatot szervezett papoknak, melyeket Désen, Besztercén, Nagysomkúton, Nagybányán, Szilágysomlyón és Máramarosszigeten tartottak. Az első világháború alatt kórházat és lányiskolát nyitott. Tisza István magyar miniszterelnök kérésére egy alkalommal Bukarestben járt, és megpróbálta elérni Ion I. C. Brătianu román miniszterelnöknél hazája kimaradását a háborúból.
1916-ban hunyt el Budapesten. A szamosújvári székesegyházban temették el, sírja jelenleg a füzesmikolai kolostortemplomban található. 
Nagybátyja volt Iuliu Hossu-nak, aki halála után utóda lett kolozsvár-szamosújvári püspökként, és akit Ferenc pápa 2019-ben boldoggá avatott.

## Fordítás
Ez a szócikk részben vagy egészben  a   Vasile Hossu (episcop de Gherla) című román Wikipédia-szócikk fordításán alapul.  Az eredeti cikk szerkesztőit annak laptörténete sorolja fel. Ez a jelzés csupán a megfogalmazás eredetét és a szerzői jogokat jelzi, nem szolgál a cikkben szereplő információk forrásmegjelöléseként.